# 艾什阿斯·本·盖斯
艾什阿斯·本·盖斯（约公元661年死亡，Al-Ash'ath ibn Qays)是Kindah部落的首领。 早年，艾什阿斯率军远征穆拉德（Murād），后者杀死了自己的父亲。但是艾什阿斯战败被俘，并支付了3000头骆驼换取自由。 之后，他成为了库费的Kindah部落的首领，哈里发奥斯曼还任命他为阿塞拜疆总督，并且艾什阿斯的女儿嫁给了奥斯曼的小儿子 。在绥芬战役中，他担任阿里的右翼军队指挥官。

## 相关文章
- Assassination of Ali